# Розанов, Юрий Анатольевич
Юрий Анатольевич Розанов — российский учёный в области теории вероятностей, лауреат Ленинской премии (1970).
Родился 07.12.1934. Окончил механико-математический факультет МГУ.
С 1957 г. работал в Математическом институте АН СССР.
Доктор физико-математических наук (1963). Профессор (1966—1997), заведующий кафедрой математической статистики и случайных процессов (1980—1997) механико-математического факультета МГУ.
Область научных интересов: теория вероятностей и математическая статистика.
Лауреат Ленинской премии (1970, совместно с И. А. Ибрагимовым, Ю. В. Линником, Ю. В. Прохоровым) — за цикл работ по предельным теоремам теории вероятностей.
Основные труды:
- Лекции по теории вероятностей. — Москва : Наука, 1968. — 120 с. : черт.; 20 см.
- Теория обновляющих процессов. — Москва : Наука, 1974. — 128 с.; 20 см. — (Теория вероятностей и математическая статистика).
- Стационарные случайные процессы. — Москва : Физматгиз, 1963. — 284 с.; 21 см. — (Теория вероятностей и математическая статистика).
- Случайные процессы : Крат. курс : [Для физ.-мат. и физ.-техн. спец. вузов]. — 2-е изд., перераб. и доп. — Москва : Наука, 1979. — 183 с. : ил.; 21 см.
- Гауссовские бесконечномерные распределения. — Москва : Наука, 1968. — 136 с.; 26 см. — (Труды ордена Ленина математического института им. В. А. Стеклова/ АН СССР; Т. 108).
- Случайные процессы : Краткий курс : [Учеб. пособие для физ.-мат. и физ.-техн. специальностей вузов]. — Москва : Наука, 1971. — 286 с. : ил.; 22 см.
- Лекции по теории вероятностей : [Учеб. пособие для втузов] / Ю. А. Розанов. — 2-е изд., испр. — М. : Наука, 1986. — 119,[1] с. : ил.; 20 см.
- Марковские случайные поля / Ю. А. Розанов. — М. : Наука, 1981. — 256 с.; 20 см. — (Теория вероятностей и мат. статистика).
- Теория вероятностей, случайные процессы и математическая статистика : [Учеб. для вузов по спец. «Математика» и «Физика»] / Ю. А. Розанов. — М. : Наука, 1985. — 320 с.
- Лекции по теории вероятностей / Ю. А. Розанов. — 3-е изд. — Долгопрудный : Интеллект, 2008. — 133, [1] с. : табл.; 21 см. — (Физтеховский учебник).; ISBN 978-5-91559-009-9